# Marco Minetti
Marco Minetti (Roma, 22 settembre 1966) è un attore e doppiatore italiano.

## Biografia
Attivo in teatro, al cinema e in televisione, ha partecipato nel 2008 al film Grande, grosso e... Verdone con la regia di Carlo Verdone, regista che lo ha diretto anche sul set di Io, loro e Lara nel 2009.
In televisione ha recitato nel 2004 nella miniserie Con le unghie e con i denti, regia di Pier Francesco Pingitore, e nel 2003 nella miniserie Chiaroscuro, regia di Tomaso Sherman. Nel 2010 entra nel cast ricorrente della soap opera Centovetrine con il ruolo di Antonio Torrisi.

## Filmografia parziale

### Cinema
- Cena alle nove, regia di Paolo Breccia (1991)
- Mi manca Marcella, regia di Renata Amato (1992)
- Grande, grosso e Verdone, regia di Carlo Verdone (2008)
- Io, loro e Lara, regia di Carlo Verdone (2009)
- Io e lei, regia di Maria Sole Tognazzi (2015)
- Oh mio Dio!, regia di Giorgio Amato (2017)
- Lo sposo indeciso che non poteva o forse non voleva più uscire dal bagno, regia di Giorgio Amato (2023)

### Televisione
- Distretto di Polizia - serie TV, episodi 3x10-10x24-11x18 (2002-2011)
- Chiaroscuro – miniserie TV (2003)
- Con le unghie e con i denti – miniserie TV (2004)
- Camera Café – serie TV, episodio 2x348 (2004)
- R.I.S. 2 - Delitti imperfetti - serie TV, episodio 2x16 (2006)
- CentoVetrine – serie TV (2010-2011)
- Squadra antimafia - Palermo oggi – serie TV, episodi 4x03-4x04-4x05 (2012)
- Il paradiso delle signore – serie TV, 7 episodi (2015-2017)